# Янышевы
Дворянский род. Родоначальник — Яныш Абдуллин (1682 — ?), из мишарей деревни Карышбаш Осинской дороги Уфимского уезда (ныне – Верхнекарышево Балтачевский район Республики Башкортостан). 
Яныш Абдуллин оставил яркий след в истории края, участвуя в подавлении нескольких крупных Башкирских восстаний (1735—1756) годы. Занимая должность старшины мишарей, он, однако, не избежал обвинений в злоупотреблении служебным положением, что стало предметом расследования Комиссии по башкирским делам Сената.
Сыновья Яныша Абдуллина достойно продолжили его дело, проявив себя на военной службе.
Султанмурат Янышев, Ахмер Я. и Бахтияр Я. принимали участие в подавлении Крестьянской войны 1773-1775 годов. Ахмер и Бахтияр были отмечены золотыми медалями за свою храбрость и преданность.
Султанмурат Янышев (Енышев Солтанбек, Енычев Солтанмурат), выходец из знатного рода Янышевых и мурза по происхождению, был влиятельной фигурой в Уфимской провинции во второй половине XVIII века. Он занимал должность мишарского старшины Сибирской дороги и активно участвовал в экономической жизни региона, будучи почтовым комиссаром с 1765 года и сборщиком налогов с торговли лошадьми в период с 1768 по 1772 годы. Кроме того, Янышев владел мельницами и кожевенными заводами, что подчеркивало его значимость в местной экономике.
Однако, наибольшую известность Султанмурат Янышев приобрел благодаря своему участию в подавлении Крестьянской войны 1773-1775 годов. В 1774 году он сформировал собственный конный отряд для борьбы с повстанцами, который впоследствии был присоединен к войску под командованием подполковника И.И. Михельсона по приказу генерала А.И. Бибикова.
Янышев принимал участие в ряде ключевых сражений, в том числе у Верхнесимского завода, села Ерал, деревни Лягушино Айской пристани и деревень Верхние Киги и Уразметево.
За свою отвагу и преданность Султанмурат Янышев был удостоен двух золотых медалей в 1776 году.
Годом ранее, в 1775 году, он входил в состав "башкирской депутации", представленной императрице Екатерине II в Санкт-Петербурге. Память о нем увековечена в названии села Султанмуратово, расположенного в Аургазинском районе Республики Башкортостан. Султанмурат Янышев скончался в 1777 году.
Сын Султанмурата Янышева, Нигматулла Султанмуратов, дослужился до чина поручика и также участвовал в подавлении Крестьянской войны 1773-1775 годов. Он был старшиной команды мишарей Сибирской дороги и был награжден золотой медалью. В его честь названо село Нигматуллино в Альшеевском районе Республики Башкортостан.
В середине XIX века имя Рахматуллы Султанмуратова и его сына Шамсулмулюка было внесено в третью часть дворянской родословной книги Оренбургской губернии. Это означало признание их дворянского происхождения и закрепление их прав и привилегий в рамках Российской империи. Спустя несколько десятилетий, в 1874 году, внук Рахматуллы зауряд-хорунжий Нуретдин Янышев владел значительными земельными угодьями в Бирском уезде Уфимской губернии. В его собственности находилось 500 десятин земли и целая тысяча десятин леса, что свидетельствует о его достаточно высоком социальном статусе и экономическом благополучии.
Брат Султанмурата Бахтияр Янышев, помимо участия в военных действиях, занимал различные должности, включая помощника старшины, походного старшины и старшины команды мишарей Сибирской дороги.
В 1774 году он участвовал в боях против повстанцев в районе Бирска и Ангасякского винокуренного завода, а также занимался формированием отрядов для помощи регулярным войскам. Осенью того же года он находился в команде подполковника И.К. Рылеева.
В 1775 году Бахтияр Янышев, как и его брат, в составе "башкирской депутации" был представлен императрице Екатерине II в Санкт-Петербурге. В 1790-е годы он занимал должность старшины мишарских команд Бирского уезда.
Сын Бахтияра Янышева - Яныш Бахтияров, родившийся около 1770 года после смерти отца в 1790 году обосновался в деревне Янзигитова, что в Каинлыковской волости Бирского уезда Уфимской губернии (ныне это деревня Староянзигитово). Молодой человек самовольно захватил обширные угодья, расположенные вдоль реки Белой, и активно занимался торговлей рыбой.
Судя по историческим документам, мог злоупотреблять своим положением, ведя чрезмерный лов и торговлю рыбой на местном озере: «Яныш с товарищами своими ловил рыбу на озере Янзигитова и продаваше её на все стороны. Приезжих Казанцев и Пермяков к озеру не допущаеше. За се прилеплённые с Уфы заставили Яныша и дружину его заплатить за убыток, против служащего человека совершённый. Янышу Бахтиярову за бесчинства на озере Янзигитова повелено имя его на время сменити и безобразий не творити».
Скорее всего, поэтому сыновья Яныша Бахтиярова Габдулкадыр (1798-?), Абдулхалик (1796-?), и Габдльхаким (Абдулхаким) (1811-?) в переписи населения 1859 года значатся как Зянышевы. Оставлено имя без изменений только сыну Нугуману (1793-1858).
Представлена информация о нескольких поколениях семьи Янышевых (Зянышевых), живших в XIX и XX веках.
У Нугумана Янышева было трое сыновей: Шагиахмет (род. 1855), Галиакбер (род. 1835) и Фазлыахмет (род. 1825), о дальнейшей жизни которых сведений нет.
У Габдулкадыра Янышева был сын Гизитдин (род. 1834), чья судьба также остается неизвестной.
Абдулхалик Янышев имел сыновей Абдулзепара (род. 1832) и Абдулхалима (1821-1853). У Абдулзепара был сын Камалетдин (род. 1855). Абдулхалим был отцом Абдулшарифа (1853-1854), Абдулмидита (род. 1846) и Абдулмезита (род. 1840), о которых больше ничего не известно.
Габдльхаким (Абдулхаким) Янышев был отцом Габдулмукмена (Абдулмукмена) (род. 1853), Габдулсальмана (Абдульсалмана)(род. 1856), Габдулсалиха (Абдульсалиха) (род. 1849), Габдрахмана (Абдрахмана)(род.1839 по другим сведениям 1843). О первых трех сыновьях почти ничего неизвестно.
Внук Бахтияра Янышева Габдрахман Янышев (род. в 1839 г. по другим сведениям 1843 г.) в 1861 году переместился с семьей в деревню Новая Янзигитова, расположенная в Кузговской волости Бирского уезда Уфимской губернии (ныне дер.Новый Янзигит). У него было четверо детей: старший сын Габдрахман (родился в 1861 году), два сына, родившихся в 1891 и 1893 годах (имена их, к сожалению, неизвестны), и дочь Шамси-Вафа (родилась в 1900 году). 
У Габдрахмана Габдрахманова было два сына : Фатых - участник ВОВ(род. 1901), Хайбрахман (род. 1914). Наряду с этим существовали и другие дети, о которых сохранилось мало сведений.
Его сын Хайбрахман Габдрахманов в свою очередь имел сыновей Могалима (род.1948), Зофара (род.1955) и Фависа (род.1958). Сведения о дальнейшей судьбе потомков Бахтияра Янышева отсутствуют.
К сожалению, информации о сыне Яныша Ахмере и его потомках сохранилось крайне мало. Исторические записи и генеалогические исследования, по-видимому, не содержат подробных сведений об этой ветви семьи Ахмере. Возможно, дальнейшие поиски в архивах, местных летописях или семейных преданиях смогут пролить свет на эту загадочную страницу истории.
Литература:
Габдуллин И.Р. От служилых татар к татарскому дворянству. Москва, 2006.
Хамидуллин С.И. Башкиры краснокамского района республики Башкортостан. (научный справочник). Уфа 2020.
История дворянского рода Янышевых